# Myripristis

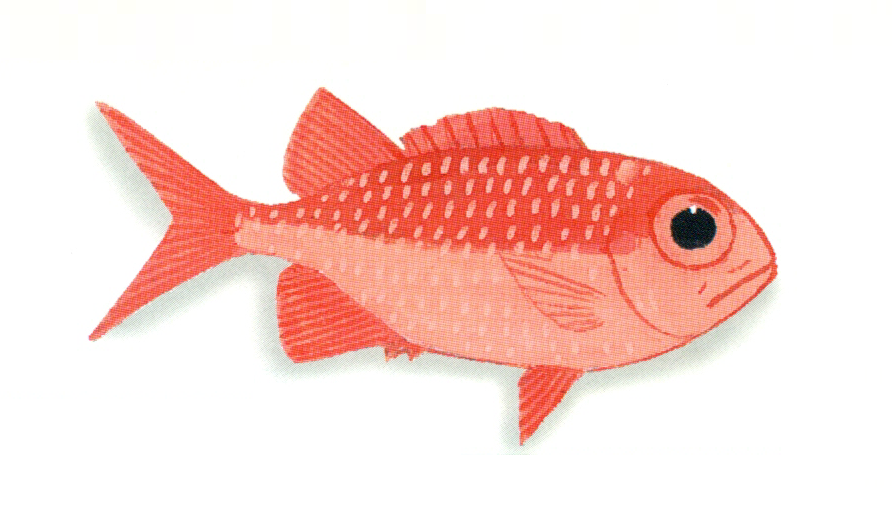
M. vittatus

Los candiles o soldados del género Myripristis son peces marinos de la familia holocéntridos, distribuidos por aguas tropicales de todos los océanos y mares.

## Descripción
La anatomía general del cuerpo es muy similar a la del resto de especies de esta familia, comprimidos lateralmente, de color normalmente rojo y con unos enormes ojos que denotan sus hábitos nocturnos.

## Hábitat y biología
Viven cerca de la costa en aguas superficiales tropicales, asociados a arrecifes, aunque es característico de este género que desovan en mar abierto todos a la vez, unos pocos días después de la luna llena.

## Especies
Existen 28 especies válidas en este género:
- Myripristis adusta (Bleeker, 1853)
- Myripristis amaena (Castelnau, 1873)
- Myripristis astakhovi (Kotlyar, 1997)
- Myripristis aulacodes (Randall y Greenfield, 1996)
- Myripristis berndti (Jordan y Evermann, 1903) - Candil ojo manchado o Soldado azotado
- Myripristis botche (Cuvier, 1829)
- Myripristis chryseres (Jordan y Evermann, 1903)
- Myripristis clarionensis (Gilbert, 1897) - Candil amarillo o Soldado amarillo
- Myripristis earlei (Randall, Allen y Robertson, 2003)
- Myripristis formosa (Randall y Greenfield, 1996)
- Myripristis gildi (Greenfield, 1965) - Candil cardenal
- Myripristis greenfieldi (Randall y Yamakawa, 1996)
- Myripristis hexagona (Lacepède, 1802)
- Myripristis jacobus (Cuvier, 1829) - Candil de piedra o Soldado raya-negra
- Myripristis kochiensis (Randall y Yamakawa, 1996)
- Myripristis kuntee (Valenciennes, 1831)
- Myripristis leiognathus (Valenciennes, 1846) - Candil panameño o Soldado panámico
- Myripristis murdjan (Forsskål, 1775) - Candil piñón
- Myripristis pralinia (Cuvier, 1829)
- Myripristis randalli (Greenfield, 1974)
- Myripristis robusta (Randall y Greenfield, 1996)
- Myripristis seychellensis (Cuvier, 1829)
- Myripristis tiki (Greenfield, 1974)
- Myripristis trachyacron (Bleeker, 1863)
- Myripristis violacea (Bleeker, 1851)
- Myripristis vittata (Valenciennes, 1831)
- Myripristis woodsi (Greenfield, 1974)
- Myripristis xanthacra (Randall y Guézé, 1981)